# Joseph Feldman

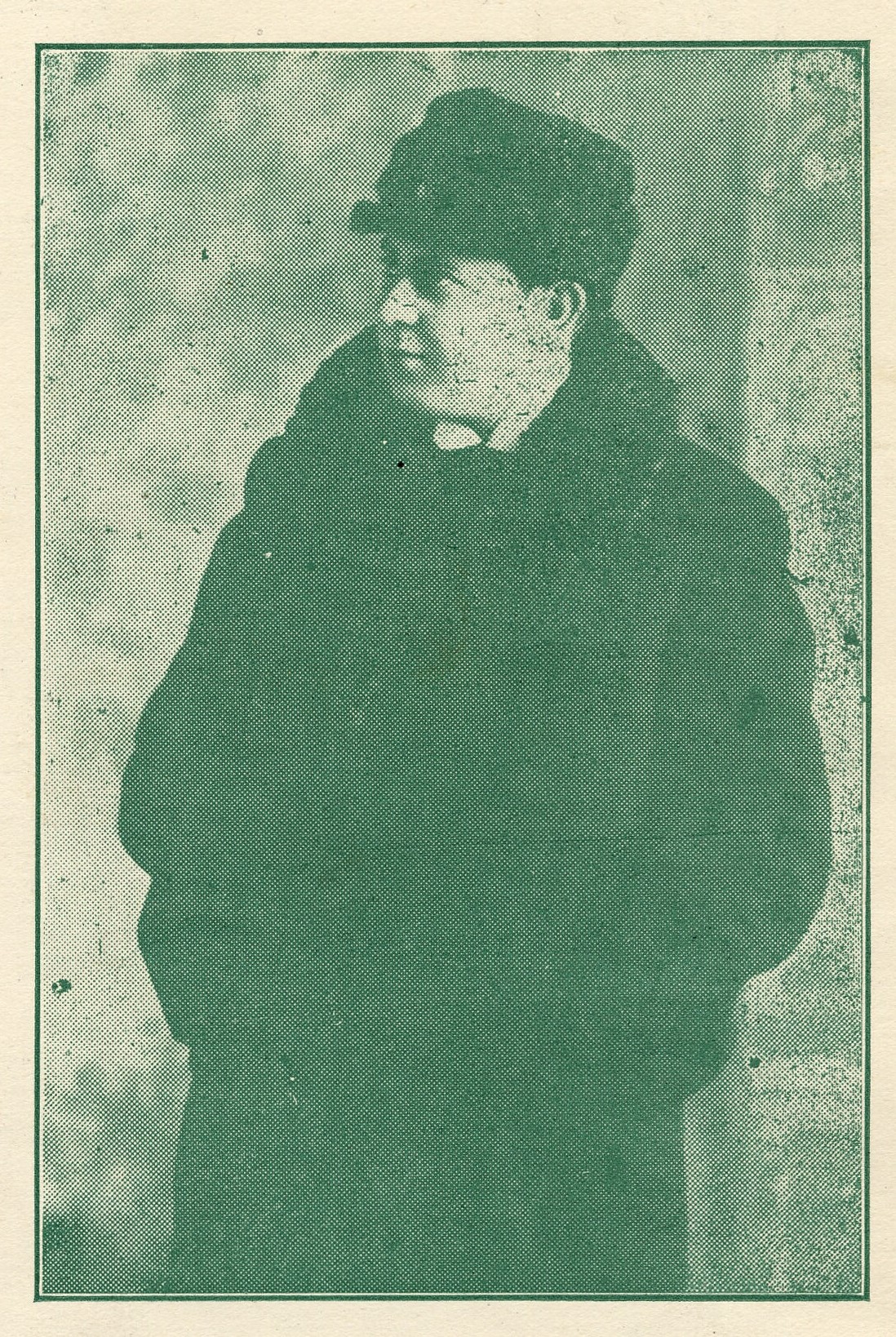
Joseph Feldman um 1921

Joseph Feldman (geboren 15. September 1886 in Galați, Rumänien; gestorben 18. Mai 1967 in Monterey Park, Kalifornien) war ein Sänger (Tenor) und Schauspieler, der in der Zeit zwischen 1916 und 1927 jiddische Lieder auf Schellack-Platten veröffentlichte.

## Leben
Joseph Feldman erhielt bereits mit acht Jahren ersten Gesangsunterricht durch die örtlichen Kantoren und wurde früh als Chorsolist eingesetzt. Im Sommer 1900 wanderte er mit seiner Familie in die Vereinigten Staaten aus und lebte in New York City.
Er interessierte sich früh für die jiddische Theaterszene in New York und begann früh mit der Schauspielerei. Seine ersten Auftritte hatte er in der Music Hall in der Elridge Street in Manhattan und wurde bald zum gefragten Schauspieler. Vor und während des Ersten Weltkriegs ging er mit verschiedenen Produktionen auf Tournee, etwa in Philadelphia, Boston, Chicago und Montreal. Ende 1913 versuchte er sich mit ersten Probeaufnahmen bei einer Phonographengesellschaft und nahm ab 1916 zahlreiche Titel bei den führenden Grammophongesellschaften, aber auch bei kleineren Labels auf. Dabei trat er nicht nur als Sänger in Erscheinung, sondern komponierte auch eine Reihe von Liedern. Nachdem durch den Immigration Act of 1924 auch die Einwanderung von Juden stark zurückging, nahm der Absatz von Schallplatten mit jiddischer Musik ab. Feldman nahm in der Folge nur noch wenige Platten auf, zuletzt im Jahr 1927.
1938 veröffentlichte er unter dem Titel Joseph Feldman’s Yiddish Theatrical Magazine unter anderem eine Reihe eigener Lieder und Liedbearbeitungen, darunter seine Bearbeitung des Ende des 19. Jahrhunderts entstandenen Liedes Shichelach (kleine Schuhe), sowie einen autobiographischen Artikel und Fotos seiner Bühnenauftritte.
Joseph Feldman galt, offenbar ohne konkrete eigene Auswanderungspläne zu verfolgen, als Unterstützer der Idee des Zionismus. Dafür sprechen Aufnahmen von Liedern wie Palistine lidall – Palistine Song (1922) und Zion march (1926), zu denen er Text und Musik schuf, oder Zion’s liedele von David Meyerowitz (1923). Anlässlich der Gründung des Staates Israel veröffentlichte er 1948 das Lied Mazel tov Yisroel.

## Diskografie (Auswahl)
Von 1916 bis 1927 veröffentlichte Joseph Feldman mindestens 125 Aufnahmen bei verschiedenen Labels, vorrangig bei Columbia und Victor.
- 1915/1916: Die Tenor Brand Liebe – Columbia
- 1916: Shikhelekh (Shichelach) – Columbia
- 1916: Mein Wabel Mirke – Columbia
- 1917: Bour koroh wajachperehu – Columbia
- 1917: Hoinig Shabes – Columbia
- 1917: Ich dank dir Gott vus hob das nit – Columbia
- 1917: A Guten Tug Leib, Leib – Columbia
- 1917: Moishe Kapoir – Columbia
- 1918: Dus Oig – Victor
- 1919: In Hundert Iohr Arim – Emerson
- 1919/1920: A Giter Yohr Auf Alle Yiddeloch – Pathe
- 1919/1920: In 100 Yohr Erum – Pathe
- 1919/1920: Leb A Giten Tug – Pathe
- 1920: Alle Weiber Maigen Shtimmen – Victor
- 1920: Vet Er Ach Geben Bet's Ihm – Columbia
- 1920: Sheechilach (Shichelach) – Victor
- 1920: Der Dales – Columbia
- 1920: Der Dalles – Victor
- 1920: Die velt vet nit untergehn – Columbia
- 1920: A Mames gebet – Columbia
- 1920: Mein Weibele Mirke – Emerson
- 1922: Die Griene Kozina – Victor
- 1922: Die Grine Lena – Victor
- 1922: Die Liebe – Victor
- 1922: Palestine Lied – Victor
- 1923: Zion's Liedele – OKeh
- 1923: A Yiddish liedele – Columbia
- 1926: Zion march – Victor
- 1927: Charles Levine – Brunswick